# Annandaliella travancorica
Annandaliella travancorica é uma espécie de aranha pertencente à família das tarântulas (Theraphosidae). Endêmica da Índia. Possui seu corpo bem negro e as pontas das suas patas apresentam coloração branca.